# 奥斯特比
奥斯特比（德語：Osterby）是德国石勒苏益格－荷尔斯泰因州的一个市镇。总面积9.84平方公里，总人口923人，其中男性466人，女性457人（2011年12月31日），人口密度94人/平方公里。